# Championnat du Sénégal de football 2013-2014
Navigation
Ligue 1 2013 Ligue 1 2014-2015
La Ligue 1 2013-2014 est la cinquante-et-unième édition de la première division sénégalaise de football (la sixième édition de l'ère professionnelle), qui constitue le premier échelon national sénégalais. Pour la première fois de son histoire, elle se compose d'une poule unique de quatorze clubs (contre seize la saison précédente), à savoir les douze premiers de la saison 2013, ainsi que les deux premiers de la deuxième division sénégalaise, la Ligue 2.
Le championnat débute le 14 décembre 2013 et se clôt le 21 juin 2014. Il comprend 26 journées, les clubs s'affrontant deux fois en matches aller-retour.
L'AS Pikine remporte son premier titre de champion du Sénégal et réalise le doublé coupe-championnat. L'ASC Jaraaf termine vice-championne, tandis que l'ASC Yeggo et le Dakar UC sont relégués en Ligue 2.

## Clubs participants
| \| Casa Sport Dakar Diambars Mbour ASC La Linguère AS Pikine ASC Suneor \| Localisation des 14 clubs de la saison 2014 de Ligue 1 |
| Casa Sport Dakar Diambars Mbour ASC La Linguère AS Pikine ASC Suneor                                                              |

| Club                                                          | Ville          | En 2013     |
| ------------------------------------------------------------- | -------------- | ----------- |
| Casa Sport                                                    | Ziguinchor     | 6e          |
| Dakar Université Club                                         | Dakar          | 12e         |
| Diambars Football Club                                        | Saly Portudal  | 1er         |
| Association sportive et culturelle Diaraf                     | Dakar          | 4e          |
| Stade de Mbour                                                | Mbour          | 2e Ligue 2  |
| Association sportive et culturelle La Linguère de Saint-Louis | Saint-Louis    | 7e          |
| Olympique de Ngor                                             | Dakar - Ngor   | 2e          |
| NGB ASC Niarry Tally                                          | Dakar          | 8e          |
| Union sportive de Ouakam                                      | Dakar - Ouakam | 11e         |
| AS Pikine                                                     | Pikine         | 3e          |
| Association sportive et culturelle Port Autonome              | Dakar          | 5e          |
| Association sportive et culturelle Suneor                     | Diourbel       | 1er Ligue 2 |
| ASC Touré Kunda                                               | Mbour          | 9e          |
| Association sportive et culturelle Yeggo                      | Dakar          | 10e         |

## Compétition

### Classement
| Rang | Équipe              | Pts | J  | G  | N  | P  | Bp | Bc | Diff |
| ---- | ------------------- | --- | -- | -- | -- | -- | -- | -- | ---- |
| 1    | AS PikineC          | 49  | 26 | 14 | 7  | 5  | 30 | 12 | +18  |
| 2    | ASC Diaraf          | 46  | 26 | 13 | 9  | 4  | 36 | 22 | +14  |
| 3    | Casa Sport          | 41  | 26 | 11 | 8  | 7  | 32 | 18 | +14  |
| 4    | ASC Port Autonome   | 41  | 26 | 10 | 11 | 5  | 30 | 21 | +9   |
| 5    | NGB ASC Niary Tally | 37  | 26 | 9  | 10 | 7  | 32 | 25 | +7   |
| 6    | US Ouakam           | 35  | 26 | 9  | 8  | 9  | 17 | 18 | -1   |
| 7    | Stade de MbourP     | 34  | 26 | 8  | 10 | 8  | 25 | 25 | 0    |
| 8    | ASC La Linguère     | 33  | 26 | 8  | 9  | 9  | 23 | 28 | -5   |
| 9    | Diambars FCT        | 32  | 26 | 8  | 8  | 10 | 28 | 26 | +2   |
| 10   | Olympique de Ngor   | 32  | 26 | 8  | 8  | 10 | 19 | 32 | -13  |
| 11   | ASC Touré Kunda     | 28  | 26 | 5  | 13 | 8  | 16 | 22 | -6   |
| 12   | ASC SuneorP         | 27  | 26 | 4  | 15 | 7  | 17 | 21 | -4   |
| 13   | DUC                 | 24  | 26 | 5  | 9  | 12 | 27 | 38 | -11  |
| 14   | ASC Yeggo           | 17  | 26 | 2  | 11 | 13 | 13 | 37 | -24  |

Qualifications et relégations
- Champion et qualification pour la Ligue des champions 2015
- Qualification pour la Coupe de la confédération 2015
- Relégation en Ligue 2

Abréviations
- T : Tenant du titre 2013
- P : Promus de Ligue 2
- C : Vainqueur de la coupe du Sénégal 2014

Source : Site officiel de la FIFA

## Bilan de la saison
| Championnat du Sénégal de football 2013-2014                        |                       |
| Champion                                                            | AS Pikine (1er titre) |
| Coupes et trophées                                                  |                       |
| Vainqueur de la Coupe du Sénégal 2013-2014                          | AS Pikine             |
| Vainqueur de la Coupe de la Ligue 2013-2014                         | Guédiawaye FC (D2)    |
| Qualifications continentales                                        |                       |
| Ligue des champions de la CAF 2015                                  | AS Pikine             |
| Coupe de la confédération 2015                                      | Olympique de Ngor     |
| Promotions et relégations                                           |                       |
| Promus en Championnat du Sénégal de football                        | AS Douanes            |
| Promus en Championnat du Sénégal de football                        | Guédiawaye FC         |
| Relégués en Championnat du Sénégal de football de deuxième division | DUC                   |
| Relégués en Championnat du Sénégal de football de deuxième division | ASC Yeggo             |